# Johannes Bonrade
Johannes Bonrade (* Lübeck; † 20. Februar 1448 in Köln) war Jurist, Hochschullehrer und Domdekan des Lübecker Domkapitels.

## Leben
Bonrade stammte aus Lübeck, unklar ist, ob aus der Stadt oder dem Gebiet des Bistums Lübeck. Er studierte zunächst Artes liberales an der (alten) Universität Paris und wurde dort 1394 Professor an der Artisten-Fakultät. In Paris war er Mitglied und Prokurator der deutschen Nation, die ihn in seiner wissenschaftlichen Laufbahn auch finanziell unterstützte. In Paris wurde nur Kirchenrecht gelehrt. Bonrade führte den entsprechenden Titel Licentiatus decretorum. Nach 1407 wechselte er an die alte Universität Angers, die er 1414–1418 auf dem Konstanzer Konzil als Gesandter vertrat. In Angers wurde er wahrscheinlich und vor 1419 zum Lizenziaten beider Rechte promoviert. Jedenfalls immatrikulierte er sich 1419 bei Gründung der Universität Rostock an prominenter dritter Stelle im Matrikelverzeichnis als licenciatus in utroque iure, nach dem Gründungsrektor Petrus Stenbeke und Heinrich von Geismar und noch vor seinem Lübecker Kollegen Werner Brekewoldt, der dritter Rektor der Universität wurde. In der Literatur wird diese Immatrikulation zum Teil als Ehrenimmatrikulation gedeutet, weil er in Rostock nicht weiter in Erscheinung trat, es kann aber auch bedeuten, dass er zunächst erster Dekan der juristischen Fakultät wurde. Ab 1417 bis 1440 wird er als Dekan des Lübecker Domkapitels erwähnt. Daneben war er seit 1417 Vikar an St. Petri in Hamburg. 1437 bis 1438 hatte er eine Pfründe als Kanoniker an St. Gereon in Köln. Für die Zeit von 1438 bis 1444 ist er als Magister wieder in Paris belegt und wiederum Mitglied der deutschen Nation. Ab 1446 bis zu seinem Tod war er als Dr. legum (Dr. iur. utr.) Professor beider Rechte der alten Universität zu Köln.
Er wurde am Tage seines Todes in der Nikolauskapelle von St. Gereon in Köln bestattet.